# 인조 인간 애플게이트
《인조 인간 애플게이트》(영어: Meet the Applegates, 필리핀과 미국에서는 영어: The Applegates로 유통)는 미국에서 제작된 마이클 레이먼 감독의 1990년 SF 공포 블랙 코미디 영화이다. 에드 베글리 주니어, 스토커드 채닝, 대브니 콜먼 등이 출연하였고, 데니즈 디노비 등이 제작에 참여하였다.

## 출연
- 에드 베글리 주니어
- 스토커드 채닝
- 대브니 콜먼
- 로버트 제인
- 커밀 쿠퍼
- 로저 에런 브라운
- 애덤 비스크
- 수전 반스
- 글렌 섀딕스
- 리 갈링턴
- 프랭크 웰커

## 기타 제작진
- 미술: 존 허트먼
- 의상: 조지프 A. 포로